# パルメイラ・ドエスチ
パルメイラ・ドエスチ（Palmeira d'Oeste）は、ブラジル、サンパウロ州の自治体

## 概要
- 面積：319.2 km²[1]
- 標高：433 m

### 人口統計
出典：国勢調査（2000年）
- 人口: 10,322
  - 都市部: 7,085
  - 郊外地域: 3,237
  - 男性: 5,247
  - 女性: 5,075

- 人口密度 : 32.25人／km²
- 1歳以下の乳幼児死亡率 (1,000人あたり): 16.96
- 平均寿命 : 70,64 歳
- 合計特殊出生率（一人の女性あたり） : 1.96 人
- 識字率: 87.11%
- 人間開発指数 (IDH-M): 0.765  (出典: 応用経済リサーチ研究所IPEA)

## 出身者
- 田中マルクス闘莉王 - サッカー選手